# Italochrysa pallicornis
Italochrysa pallicornis är en insektsart som först beskrevs av Banks 1920.  Italochrysa pallicornis ingår i släktet Italochrysa och familjen guldögonsländor. Inga underarter finns listade i Catalogue of Life.